# ニール・スローン
ニール・ジェームズ・アレクサンダー・スローン（Neil James Alexander Sloane、1939年 - ）はアメリカの数学者である。主な研究分野は、組合せ論、誤り訂正符号および球の詰め込みである。また、オンライン整数列大辞典の創始者であることで有名である。

## 経歴
ウェールズBeaumaris生まれ。メルボルン大学を卒業後、コーネル大学において、ニコラス・デクラリス (Nicholas Declaris)、フランク・ローゼンブラット、フレデリック・ジェリネク、ヴォルフガング・ハインリヒ・ヨハネス・フックスの下で学び、1967年に電気工学の分野で Ph.D. を取得した。彼の学位論文の題目は、『ランダムニューラルネットワークにおける周期時間の長さ』(Lengths of cycle times in random neural networks) であった。
1968年にベル研究所のメンバーとなり、1998年にはフェローとなる。彼はまた、IEEE のフェローでもあり、全米技術アカデミーやアメリカ数学会などの会員である。1979年のショーヴネ賞を初めとして、多数の受賞歴がある。
スローンのエルデシュ数は 2 である。エルデシュへのパスのひとつは、ジョン・ホートン・コンウェイとの共著『球の詰め込み、格子および群』(Sphere Packings, Lattices and Groups) を経由するものである。

## 人物
数学の他に、ロッククライミングを好み、ニュージャージー州におけるロッククライミングのガイド本を執筆している。

## 主な著書
- A Handbook of Integer Sequences, Academic Press, NY, 1973. ISBN 978-0126485509
- F. J. MacWilliams との共著, The Theory of Error-Correcting Codes, Elsevier/North-Holland, Amsterdam, 1977. vol. 1 ISBN 978-0444850096, vol. 2 ISBN 978-0444850102
- M. Harwit との共著, Hadamard Transform Optics, Academic Press, San Diego CA, 1979. ISBN 978-0123300508
- A. D. Wyner との共著, editors, Claude Elwood Shannon: Collected Papers, IEEE Press, NY, 1993. ISBN 978-0780304345
- S. Plouffe との共著, The Encyclopedia of Integer Sequences, Academic Press, San Diego, 1995. ISBN 978-0125586306
- J. H. Conway との共著, Sphere Packings, Lattices and Groups, Springer-Verlag, NY, 3rd ed., 1998. ISBN 978-0387985855
- A. S. Hedayat and J. Stufken との共著, Orthogonal Arrays: Theory and Applications, Springer-Verlag, NY, 1999. ISBN 978-0387987668
- G. Nebe, E. M. Rains との共著, Self-Dual Codes and Invariant Theory, Springer-Verlag, 2006. ISBN 978-3540307297